# Mikropočítač

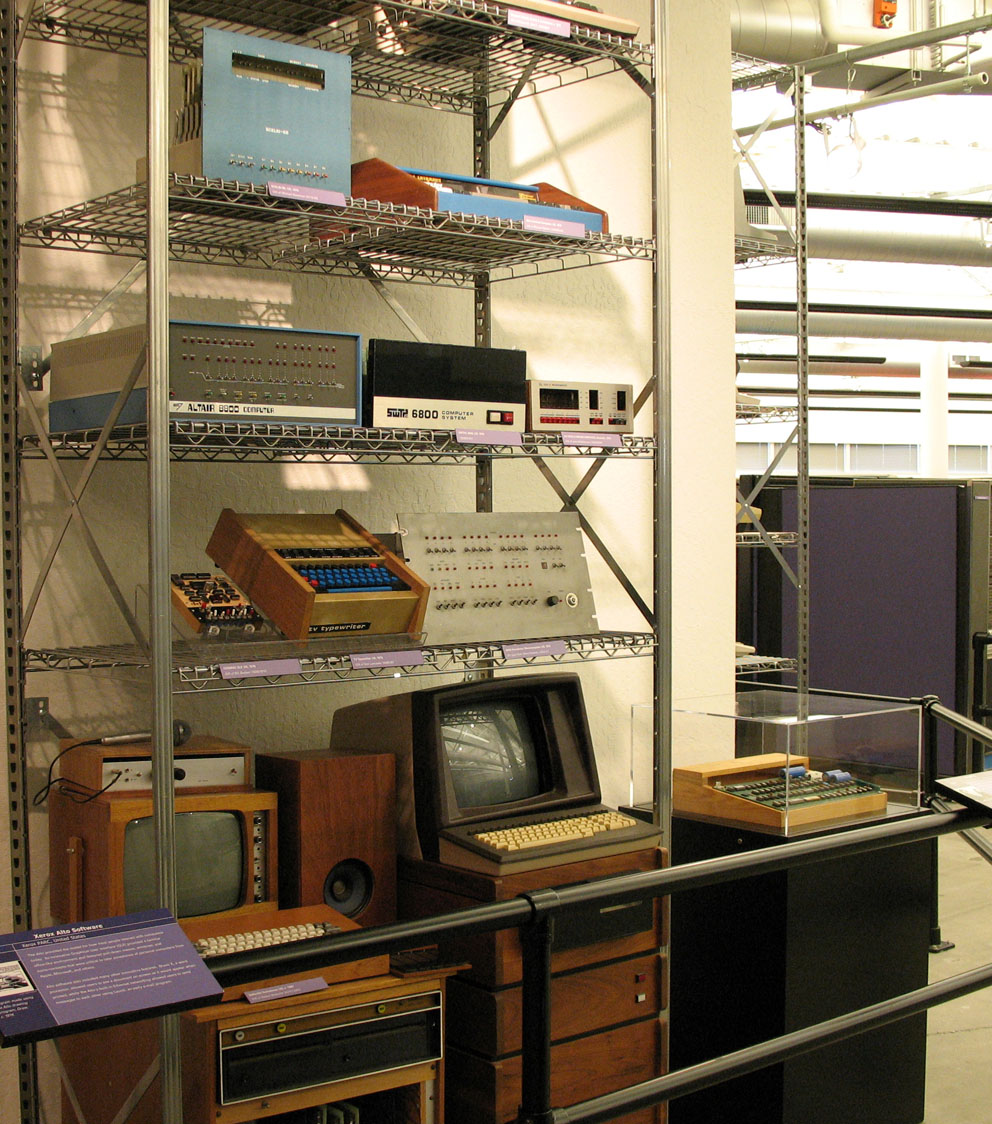
První mikropočítače nebo též "osobní počítače" z doby okolo roku 1975. Druhá řada shora, první zleva Altair 8800. Vpravo dole Apple I.

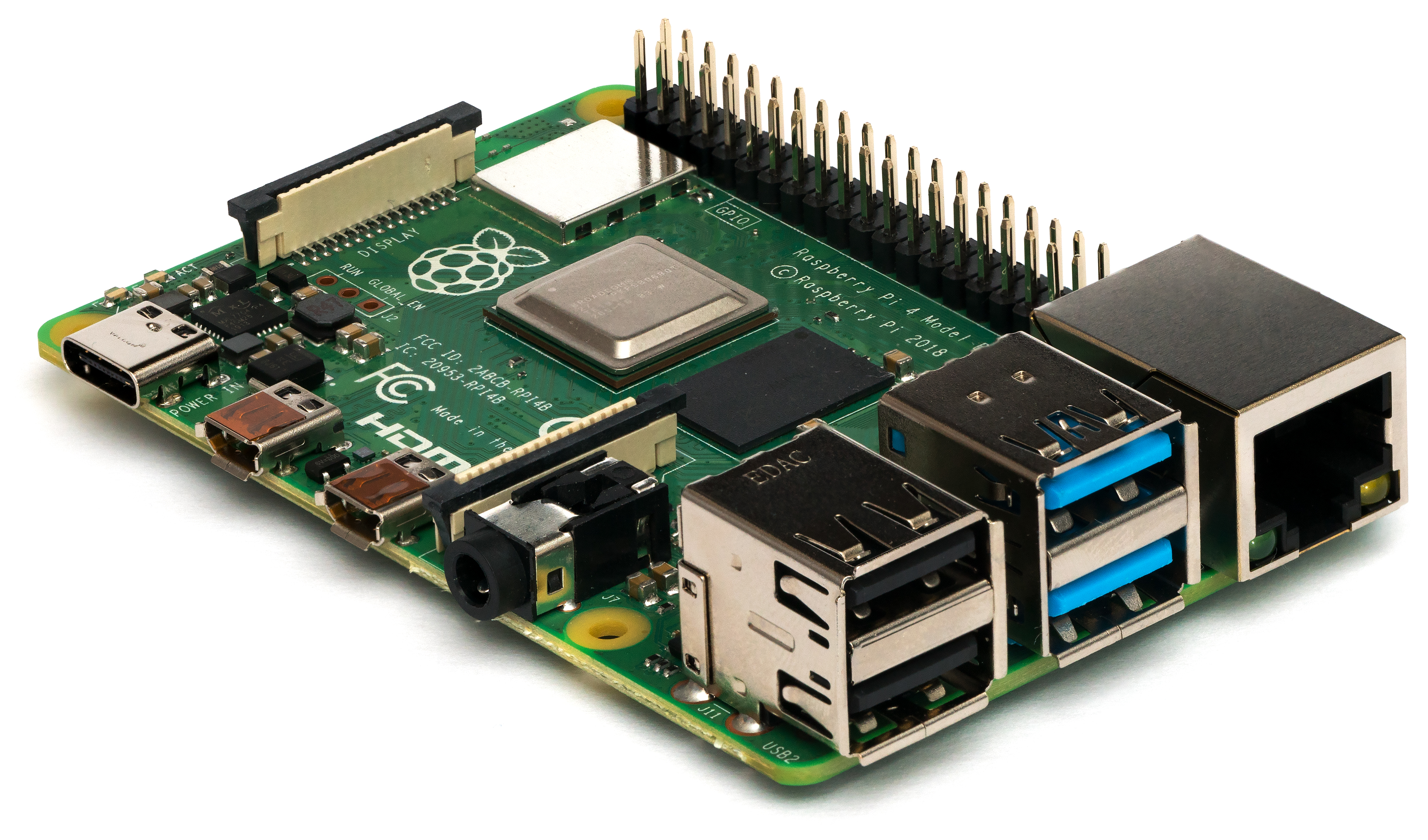
Raspberry Pi jako typický představitel pojmu "mikropočítač" okolo roku 2020. Používá se i označení "jednodeskový počítač". Další označení bývají "vestavěný systém" nebo "jednočip", ale to již neplatí přímo pro Raspberry.

Mikropočítač je pojem, jehož význam se postupem času mění. Přibližně v 60. až 80. letech 20. století se v podstatě jednalo o protipól pojmu „velký počítač“, v současně době (začátek 21. století) se mikropočítačem obvykle myslí zařízení výrazně menší, než je stolní osobní počítač. Mikropočítač je ale v každém případě počítač obsahující mikroprocesor (který musí obsahovat alespoň jednu centrální procesorovou jednotku), paměť a vstupně/výstupní (Input/Output) zařízení.
Mnoho mikropočítačů v obecném smyslu má své zástupce mezi osobními počítači (podmínkou je vybavenost klávesnicí a displejem – rozhraními pro vstup a výstup). Dnešní počítače, jakými jsou například stroje IBM System z, používají velké množství upravených mikroprocesorů.

## Původ
Termín „mikropočítač“ se stal populárním po zavedení minipočítače, když Isaac Asimov použil termín mikropočítač ve své povídce Umírající noc (anglicky The Dying Night) v roce 1956 (publikována v časopise The Magazine Of Fantasy and Science Fiction). Je zajímavé, že mikropočítač nahradil mnoho samostatných komponent, které tvořily CPU minipočítače, jedním integrovaným mikroprocesorem čipu. Nejranější modely, jako je Altair 8800, byly často prodávány jako stavebnice k sestavení uživatelem. RAM paměť měla velikost 256 bajtů a vstupně/výstupní zařízení představovaly pouze kontrolky a přepínače. Termín Mikropočítač byl poprvé vážně použit k označení prvního stroje v pevné fázi navržený s mikroprocesorem, který se jmenoval Micral N. Stejně tak jako mikroprocesory a polovodičové paměti zlevňovaly, mikropočítače se stávaly levnějšími a snadnějšími k použití:
- Stále levnější logické čipy jako série 7400 dovolují levnější jednoúčelové systémy obvodů pro zlepšení uživatelského rozhraní, jako je vstup z klávesnice, namísto jednoduché řady přepínačů pro přepínání bitů jeden po druhém.
- Použití audiokazet pro levné ukládání dat nahrazuje manuální obnovení programu po každém zapnutí přístroje.
- Velké levné pole logických členů ve formě ROM a EPROM povolují obslužným programům autozavádění jádra k uložení do mikropočítače. Tyto uložené programy mohou automaticky načíst další složitější software z externích úložných zařízení bez zásahu uživatele. Tím vytvoří systém na klíč, který nevyžaduje počítačového experta, který by mu rozuměl nebo uměl zařízení používat.
- Paměť RAM (Random access memory) se stala levnou a nabízí přibližně 1-2 kilobajtů paměti pro řadič grafické karty pro 40x25 nebo 80x25 textového displeje nebo hranaté barevné grafiky na společné domácí televizi. To nahrazuje pomalý, složitý a nákladný dálnopis, který byl dříve rozšířený jako rozhraní k minipočítačům a sálovým počítačům.

Všechna tato vylepšení v nákladech a použitelnosti vyústila v explozi jejich popularity během pozdních 70. a raných 80. let. Velký počet výrobců počítačů dodával mikropočítače pro použití pro malé podnikové aplikace. Kolem roku 1979 mnoho společností, jako je Cromemco, Processor Technology, IMSAI, Northstar, Southwest Technical Products Corporation, Ohio Scientific, Altos, Morrow Designs a další, vyrábí systémy určené buď pro vynalézavého koncového uživatele nebo poradenské firmy dodávají podnikové systémy, jako je účetnictví, správa databází a zpracování textu pro malé a střední podniky. Podniky, které si nemohou dovolit mikropočítač koupit za hotové peníze, využívají leasing nebo pronájem počítače jako formu služby, a mají tak možnost automatizace podnikových funkcí bez (obvyklého) najímání zaměstnanců na plný úvazek ke správě počítačů.
Zástupce systému této éry používali sběrnici S100, 8bitový procesor, jako Intel 8080 nebo Zilog Z80 a operační systém CP/M nebo MP/M. Zvyšující se dostupnost a výkon stolních počítačů pro osobní použití přitahuje pozornost více vývojářů softwaru. V době, a jak průmysl zrál, trh pro osobní počítače standardizovaných kolem PC kompatibilních se systémem IBM DOS, a novější Windows. Moderní stolní počítače, herní konzole, notebooky, tablety, a mnoho druhů přenosných zařízení, včetně mobilních telefonů, kapesních kalkulaček, a průmyslových vestavěných systémů, to vše může být považováno za příklady mikropočítačů podle shora uvedené definice.

## Hovorové použití termínu
Každodenní používání výrazu "mikropočítače" (a zejména zkratky "mikro") se výrazně snížilo od poloviny 80. let dál, a již není samozřejmostí. To je nejvíce obecně spojené s první vlnou all-in-one 8bitových domácích počítačů a malých pracovních mikropočítačů (např. Apple II, Commodore 64, BBC Micro a TRS 80). Přestože, nebo právě proto, stále rozmanitější škála moderních mikroprocesorových zařízení odpovídala definici "mikropočítač," už se na ně odkazujeme v každodenní řeči. V běžném použití je slovo "mikropočítač" do značné míry nahrazeno označením "osobní počítač" nebo "PC", který popisuje, že byl určen pro použití pouze jednou osobou najednou. IBM nejprve podporoval termín "osobní počítač". Aby se odlišili od ostatních mikropočítačů, nazvali to "domácí počítače". Nicméně, po jeho uvolnění, byl IBM PC sám široce napodoben, stejně jako termín. Součásti byly běžně dostupné výrobcům a BIOS byl zpětně analyzován technikami čistého designu.

## Popis
Monitory, klávesnice a další zařízení pro vstup a výstup mohou být integrované nebo oddělené. Počítačová paměť v podobě RAM, a nejméně jednoho dalšího méně nestabilního paměťového zařízení jsou obvykle v kombinaci s procesorem na systémové sběrnici v jednom přístroji. Jiná zařízení, která tvoří kompletní mikropočítačový systém včetně baterie, síťového zdroje, klávesnice a různých vstupně/výstupních zařízení používaných k předávání informací do a z lidského operátora (tiskárny, monitory, lidské rozhraní). Mikropočítače jsou navrženy tak, aby sloužily pouze jednomu uživateli, ačkoli mohou být často modifikovány softwarem nebo hardwarem, který současně slouží více než jednomu uživateli. Mikropočítač je umístěn na stole nebo pod stolem, takže je snadno přístupný uživateli. Větší počítače jako minipočítače, sálové počítače a superpočítače, potřebovaly velké skříně nebo dokonce specializované místnosti.
Mikropočítač je vybaven alespoň jedním typem ukládání dat, obvykle RAM. Ačkoli některé mikropočítače plní úkoly pomocí RAM samy, nějaká forma sekundárního úložiště je obvykle žádoucí. Později se přidalo druhotné ukládání (zejména ve formě diskety a pevných disků) zabudované do mikropočítačové skříně.

## Mikropočítač okolo roku 1980
Mikropočítač obsahuje mikroprocesor, řadič, paměť (velmi malou) a aritmeticko-logickou jednotku s registry, do kterých se nahrávají buď operandy aritmetických operací nebo logického porovnání. Mikroprocesory jsou 8bitové, dražší 16bitové, nebo pro náročnější úlohy, jako např. překlad jazyků, se používají mikroprocesory 32bitové. Pro zrychlení mikroprocesoru se používá koprocesor, např. pro matematické operace.
Dále mikropočítače obsahují zdroj hodinového signálu o taktu 4–40 MHz. Zaváděcí program je uložený v paměti ROM. Paměť RAM slouží k zpracování dat a ukládání mezivýsledků. Polovodičové paměti mají kapacitu 16, 64 kB ale i 4 MB.
Mikropočítače jsou většinou stavěny tak, aby byly všechny součástky umístěny v jedné „bedně“. Obecně by se měl mikropočítač vejít na psací stůl, ostatní počítače jako minipočítače nebo mainframe jsou o hodně větší, někdy zabírají i celou místnost.